# ميشآب (الة طب)
ميشآب بالانجليزي (michaab)اخترع الزهراوي أو أبوالقسيس "المكابس" الذي كان يستخدم لسحق المثانة البولية وحصوات مجرى البول كما هو موضح في موسوعته الطبية "كتاب التصريف". وكان هذا اختراعاً أساسياً في المجال الجراحي وخاصة في طب المسالك البولية عند الأطفال. وهو يحل محل تقنية القرون الوسطى. من عملية فتح الحصاة المفتوحة والتي كانت مرتبطة بارتفاع معدل المراضة والوفيات.

## انظر ايضا
- جامعة القرويين
- كمال (ملاحة)
- نصر 9000
- بندقية أبوس
- عنزة (صاروخ)
- البازيليك (مدفع)